# Ninja báo thù
Ninja: Shadow of a Tear (hay còn biết với tựa đề Ninja II) là một bộ phim hành động - võ thuật Mỹ của đạo diễn Isaac Florentine, được phát hành vào năm 2013. Dàn diễn viên trong phim gồm có Scott Adkins, Kane Kosugi, Mika Hijii và Shun Sugata. Đây là phần tiếp theo của phim hành động võ thuật năm 2009 Ninja.

## Nội dung
Sau những sự kiện trong phần phim trước, Casey Bowman giờ đây đã trở thành ông chủ của võ đường Koga ở Nhật Bản và kết hôn với Namiko Takeda, vợ chồng anh đang chờ đợi đứa con đầu lòng ra đời. Một hôm khi Casey đi mua dây chuyền tặng vợ, anh đã chạm trán và đánh gục hai tên cướp trấn lột mình. Tối hôm đó, Casey vừa ra ngoài thì có kẻ xông vào nhà giết chết Namiko, Casey nhận ra hung thủ đã dùng dây kẽm gai siết cổ Namiko đến chết do nhìn thấy vết thương trên cổ cô. Vào ngày tang lễ của Namiko, một võ sinh cũ tên Nakabara đã đến viếng thăm, anh khuyên Casey nên đến võ đường của anh ở Thái Lan để tập luyện và xóa tan nỗi u buồn nhưng Casey từ chối.
Casey nghĩ rằng hai tên cướp trấn lột mình chính là hung thủ giết Namiko, anh đi tìm hai tên đó và giết chúng trong con hẻm tối. Ngày hôm sau, Casey đến võ đường của Nakabara ở Thái Lan đúng như lời đề nghị của Nakabara, nhưng hình ảnh của Namiko cứ ám ảnh trong đầu Casey khiến anh không thể tập trung tập luyện. Casey bỏ đi uống rượu ở quán bar gần đó, một bọn côn đồ gây sự đã bị anh đánh tơi tả. Sáng hôm sau, mọi người trong võ đường phát hiện người võ sinh Lucas đã bị giết chết giống như trường hợp của Namiko. Nakabara kể cho Casey nghe trước đây sư phụ Takeda cùng với bố của Nakabara và một người tên Ishamu là bạn học võ chung. Khi thầy mất, Ishamu muốn nắm quyền điều hành võ đường nên đã thách thức Takeda, Takeda vô tình giết Ishamu trong trận đấu, người em trai tên Goro của Ishamu thề rằng sẽ trả thù cho anh mình. Nhiều năm trôi qua, Goro trở thành trùm buôn ma túy ở Miến Điện, hắn thường giết người bằng cách lấy dây kẽm gai siết cổ nạn nhân.
Casey bảo Nakabara cho anh biết vị trí căn cứ của Goro để anh có thể săn lùng hắn, nhận tấm bản đồ của Nakabara xong thì Casey liền ra đi. Khi đến Miến Điện, Casey kết bạn với người tài xế taxi tên Mike. Một nhóm buôn ma túy có ý định thủ tiêu Casey khi hay tin anh đang tìm Goro, nhưng Casey đã đánh bại chúng. Casey về khách sạn nghỉ ngơi rồi bỗng dưng bị quân đội Miến Điện (SPDC) bắt giữ, Tướng quân Sung nghi ngờ anh là gián điệp và tra tấn anh, tuy nhiên anh đã chạy thoát sau khi giết Sung. Casey nhờ Mike chở mình đến khu rừng rồi tự đi bộ vào rừng, anh đến đúng ngôi mộ cổ mà Nakabara kể và lấy những vũ khí ninja dưới mộ trang bị vào người. Đêm đó Casey tìm được căn cứ của Goro, anh giết hết bọn thuộc hạ và tên vệ sĩ Myat giỏi võ nhất của Goro. Casey và Goro giao chiến với nhau, kết quả là Goro bị Casey chém đầu.
Casey trở lại võ đường của Nakabara ở Thái Lan, anh vô tình phát hiện ra Nakabara mới là hung thủ thật sự trong vụ sát hại Namiko và Lucas, hắn đã dàn dựng mọi chuyện để lừa Casey thay hắn xử lý Goro. Nakabara sử dụng võ đường làm bình phong che đậy việc buôn ma túy, và Goro chính là đối thủ cạnh tranh mà hắn cần phải trừ khử. Casey đánh nhau quyết liệt với Nakabara, cuối cùng anh lấy dây kẽm gai siết cổ Nakabara đến chết đúng như cách hắn giết Namiko và Lucas. Hôm sau Casey quay về Nhật Bản, anh thả cọng dây chuyền của Namiko xuống hồ nước trong công viên rồi bỏ đi, bộ phim kết thúc.

## Diễn viên
- Scott Adkins vai Casey Bowman
- Kane Kosugi vai Nakabara
- Mika Hijii vai Namiko Takeda
- Shun Sugata vai Goro
- Tim Man vai Myat
- Mukesh Bhatt vai Mike
- Jawed El Berni vai Lucas
- Futoshi Hashimoto vai Toji
- Takato Kitano vai Hiroshi
- Vithaya Pansringarm vai Tướng quân Sung
- Charlie Ruedpokanon vai Tên ăn cướp
- Kazu Patrick Tang vai Tên ăn cướp
- Takahisa Ishiko vai Thanh tra